# 14526 Xenocrates
14526 Xenocrates eller 1997 JT3 är en asteroid i huvudbältet som upptäcktes den 6 maj 1997 av den italiensk-amerikanske astronomen Paul G. Comba vid Prescott-observatoriet. Den är uppkallad efter den grekiske filosofen Xenokrates.